# Orthonama apricata
Orthonama apricata là một loài bướm đêm trong họ Geometridae.